# Палаци Савойського дому
Палаци Савойського дому (англ. Residences of the Royal House of Savoy, італ. Residenze sabaude di Torino e dintorni) — група будівель у Турині та провінції Турин, П'ємонт (північна Італія), включена до Світової спадщини ЮНЕСКО у 1997 році.

## Історія
Савойська династія — давня панівна родина, заснована 1003 року у регіоні Савоя (тепер — департамент Рона-Альпи у Франції). Пізніше її вплив посилився і з 1720 року родина правила Сардинським королівством у північно-західній Італії. А її молодша гілка, Дім Савоя-Кариньяно, сприяла об'єднанню Італії у 1861 році та правила Італійським королівством з 1861 до кінця Другої світової війни. Тоді король Віктор Емануїл III відмовився від трону на користь свого сина Умберто II, але після конституційного референдуму 1946 року монархія була скасована та заснована республіка, а членам Савойського дому було наказано полишити країну.
У 1562 році Еммануїл Філіберт, герцог Савойський, переніс свою столицю з Шамбері до Турина та розпочав ряд будівельних проєктів з найкращими архітекторами того часу. Подальші правителі продовжували будувати та перебудовувати палаци. Багато оздоблені будинки, включно з працями митців того часу, мали на меті справити враження на публіку та продемонструвати владу Савойського дому. Крім палаців у самому Турині, у навколишній сільській місцевості були збудовані заміські будинки та мисливські притулки. Всі ці будівлі разом були включені до Світової спадщини ЮНЕСКО з описом, що вони «демонструють найкраще у європейській монументальній архітектурі XVII та XVIII сторіччя, демонструють у своєму стилі та пишноті силу влади абсолютної монархії у матеріальному виразі».

## Резиденції
- В Турині:[4]

|  | Палаццо Реале (Королівський палац)   |
|  | Палаццо Мадама                       |
|  | Палаццо Кариньяно                    |
|  | Замок Валентино                      |
|  | Вілла делла Реджина (Вілла Королеви) |

- В П'ємонті поблизу Турина[4]

|  | Мисливський палац Ступініджі |
|  | Палац Венарія-Реале          |
|  | Кастелло де ла Мандріа       |
|  | Замок Ріволі                 |
|  | Замок Альє                   |
|  | Замок Монкальєрі             |
|  | Замок Ракконіджі             |
|  | Замок Полленцо               |
|  | Замок Говоне                 |